# Stanisław Trepczyński
Stanisław Trepczyński (* 7. April 1924 in Łódź; † 20. Juni 2002 in Warschau) war ein polnischer Politiker und Diplomat. Er stand 1972 der Generalversammlung der Vereinten Nationen bei der 27. regulären Sitzung als deren Präsident vor. Zudem war er ab März 1971 Vize-Außenminister Polens.
Während der deutschen Besatzung Polens während des Zweiten Weltkrieges war Trepczyński Arbeiter, nach der Befreiung wurde er 1946 Mitglied der Kommunistischen Partei und im Stadtkomitee Łódź der Partei tätig. Im Jahr 1951 wurde er zum Sekretär des polnischen Friedenskomitees gewählt und später aktives Mitglied des Weltfriedensrates in Prag und in Wien. Er studierte Ökonomie in Łódź und erlangte den Magister-Abschluss durch eine Arbeit über den Wiederaufbau in West-Deutschland. In den Jahren 1959 bis 1960 wirkte er als Sekretär des Organisationskomitees der 48. Konferenz der Interparlamentarischen Union bzw. des 15. Plenums der Weltföderation der UNO-Organisationen. Von 1961 bis 1970 arbeitete Trepczyński als Leiter des Büros des Sekretariats des ZK der Polnischen Vereinigten Arbeiterpartei (PVAP). 
Im März 1971 wurde er zum stellvertretenden Außenminister Polens ernannt und im Dezember 1971 auf dem VI. Parteitag in das ZK der PVAP gewählt. Sein Aufgabenbereich umfasste insbesondere auch den Kontakt Polens zu internationalen Organisationen. Er leitete unter anderem die polnische Delegation zu den Konferenzen des politischen Konsultativausschusses der Organisation des Warschauer Pakts.
1990 vertrat er die UNICEF als stellvertretendes Mitglied im gemeinsamen Ausschuss der UNESCO und UNICEF für Bildung (UNESCO/UNICEF Joint Committee on Education).

## Werke
Stanisław Trepczyński und Michał Sadowski: Sozialismus und Nationale Entwicklung; Warschau 1972.